# Roman Kilun
Roman Kilun (* 27. November 1981 in Taschkent, Usbekische SSR) ist ein US-amerikanischer Radrennfahrer.

## Werdegang
Roman Kilun begann seine internationale Karriere 2003 beim Webcor Cycling Team. Für die nächsten zwei Jahre wechselte er zu McGuire Procycling, von 2006 bis 2010 fuhr er für die US-amerikanische Mannschaft Health Net-Maxxis. Zur Saison 2011 wechselte er zum Kenda-5-Hour Energy Cycling Team. Bei internationalen Rennen des Rennkalenders der UCI konnte Kilun während seiner Zeit als Profi keine Erfolge erringen. Auf nationaler Ebene gewann er 2005 die Gesamtwertung der Tour of Shenandoah, 2008  zwei Etappen bei der Tour de Nez und 2009 eine Etappe des Ventura County Stage Race.
Mit seinem jeweiligen Team startete Kilun in den Jahren 2007 bis 2011 auf der Bahn in der Mannschaftsverfolgung und wurde 2010 nationaler Meister.
Nach der Fusion des Kenda-5-Hour Energy Cycling Team mit dem Competitive Cyclist Racing Team zum Ende der Saison 2012 erhielt Kilun keinen neuen Vertrag. Daraufhin wechselte er 2013 zum Team Mike’s Bikes, für das er bis heute (Stand 2021) in der USA Cycling Pro Road Tour und bei anderen Rennen des nationalen Kalenders (USA Cycling’s American Road Calendar) startet.

## Erfolge
2010
- US-amerikanischer Meister – Mannschaftsverfolgung (mit Austin Carroll, Daniel Harm und Cody O’Reilly)